# Icos Sibiu
Icos Sibiu este o companie care produce tacâmuri, cuțite pentru bucătărie, produse din lemn pentru bucătărie, cherestea și semifabricate din lemn.
În anul 2005, compania deținea o cotă de piață de 60% pe segmentul producției de cuțite și tacâmuri, și era de asemenea și cel mai mare furnizor de produse din lemn pentru bucătărie din România.
Compania face parte din grupul de firme Icos-Trakia din care mai fac parte Icos Trading, specializată pe distribuția produselor de uz caznic, și Trakia Leasing care desfășoară activități de leasing, import și vânzări de autovehicule.
Acțiunile firmei sunt tranzacționate pe piața Rasdaq.
Firma a fost înființată la 5 septembrie 1923 ca o firmă mixtă româno-austriacă pe acțiuni cu capital majoritar austriac (peste 85%), cu denumirea de Prima Fabrică Română de Cuțite și Oțelării Simon Redtenbacher Seel Wwe și Fii- SAR.
Acesta era o filială a firmei austriece Redtenbacher (fondată în 1651) și avea ca scop fabricarea de cuțite, tacâmuri și articole de oțel, realizate din semifabricate aduse din Austria.
A fost naționalizată în 1948 și după 1990 a fost privatizată.
Cifra de afaceri:
| Anul         | 2009 | 2008 |
| ------------ | ---- | ---- |
| milioane lei | 7,1  | 7,7  |

Număr de angajați:
| An       | 2009 | 2008 | 2007 |
| -------- | ---- | ---- | ---- |
| angajați | 42   | 79   | 84   |